# Güyük Khan
Güyük (ook gespeld als Guyuk of Kuyuk, ca. 1206 – Qum-Senggir, 1248) was derde khan van het Mongoolse Rijk. Hij regeerde van 1246 tot zijn dood in 1248. Güyük was de zoon van Ögedei Khan en de kleinzoon van Dzjengis Khan. Zijn zoon Kaidu probeerde tevergeefs Güyük op te volgen.
Voordat Güyük khan werd, diende hij als militaire bevelhebber, net als de andere prinsen van het Mongoolse Rijk. In 1233 veroverde hij het Koninkrijk van Dongxia. Hij nam deel aan de invasie van Rusland en Europa tussen 1236 en 1241 samen met veel andere Mongoolse prinsen, waaronder Batu. Tijdens de invasie, echter, kreeg Güyük het hevig met Batu aan de stok: Güyük en Buri, de oudste zoon van Chagatai, meenden dat Batu tijdens het overwinningsfeest niet het recht had gehad als eerste te drinken. Hij noemde Batu een oude vrouw met een baard en raasde de feesttent uit. Güyüks vader Ögedei riep hem daarom terug naar Karakorum. Volgens de geheime geschiedenis van de Mongolen werd hij vervolgens na een fikse uitbrander van Ögedei teruggezonden naar Batu, opdat deze de straf kon bepalen.
Toen Ögedei stierf, had zijn weduwe Töregene de positie van haar man overgenomen en werd khatun (vrouwelijke regent). Ze gebruikte haar aanzien en macht om haar zoon Güyük aan een hoge machtspositie te helpen. Ondanks de terugtrekking van Batu uit Europa om mee te doen aan de verkiezingen in 1246, slaagde Töregene erin om Güyük aan de positie van grote khan te helpen.
Als leider van de Mongolen maakte Guyuk veel impopulaire maatregelen van zijn moeder ongedaan en streefde naar de oorlog tegen de Song-dynastie. Niettemin was hij enigszins impopulair en onzeker. Hij ontsloeg verscheidene vroegere ambtenaren op grond van vermeend verraad.
In 1248 eiste hij dat Batu naar Mongolië terug zou komen om hem te ontmoeten. Dit werd door velen als voorwendsel voor de arrestatie van Batu beschouwd. Nochtans kwam deze ontmoeting er nooit: Güyük stierf op ongeveer 42-jarige leeftijd aan de gecombineerde gevolgen van alcoholisme en jicht. Sommige bronnen beweren dat hij werd vermoord door een complot van Sorghaghtani Beki, mogelijkerwijs met hulp van Batu. Güyüks weduwe Oghul Ghaimish, afkomstig uit de stam van de Merkieten, nam zijn positie over als regent, maar zij zou de successie binnen haar tak van de familie niet kunnen volhouden. Möngke werd de volgende khan in 1251.